# Brunswick West
Brunswick West är en del av en befolkad plats i Australien. Den ligger i delstaten Victoria, nära delstatshuvudstaden Melbourne. Antalet invånare är 13 148.
Trakten är tätbefolkad. Närmaste större samhälle är Melbourne, nära Brunswick West. 
Runt Brunswick West är det i huvudsak tätbebyggt. Genomsnittlig årsnederbörd är 971 millimeter. Den regnigaste månaden är juni, med i genomsnitt 115 mm nederbörd, och den torraste är januari, med 34 mm nederbörd.